# Gorączka morza (wiersz)
Gorączka morza (ang. Sea Fever) – wiersz angielskiego poety Johna Masefielda, uważany za jego najpopularniejszy utwór.

## Charakterystyka ogólna
Omawiany utwór pochodzi z tomiku Salt-Water Poems and Ballads. Porusza on charakterystyczną dla poety tematykę morską. Przypomnijmy, że Masefield, podobnie jak Joseph Conrad pływał na statkach.

## Forma
Utwór jest napisany długim rozmiarem tonicznym, siedmioakcentowcem. Składa się z trzech strof czterowersowych z rymem stycznym (aabb). Jego rytmika oparta jest na synkopie, to znaczy braku nieakcentowanych sylab między sylabami akcentowanymi w niektórych miejscach wersu. Pierwsza strofa jest akcentowana:
sSsSssSsS//ssSsSssS
sSsSssSS//ssSsSsS
ssSSssSS//ssSSSs
ssSSssSS//ssSSSs
Warto odsłuchać zapis recytacji tego wiersza na YouTube.
Podstawową zasadą organizacji tekstu jest refrenowe rozpoczynanie wszystkich trzech zwrotek tą samą formułą: Potrzebuję znowu wyruszyć w morze.

## Treść
Utwór wyraża nostalgię poety za podróżami morskimi. Podmiot liryczny wiersza marzy o tym, żeby poczuć wiatr, zobaczyć nad sobą łopoczące żagle, ujrzeć pianę na grzbietach fal i usłyszeć krzyk morskich mew nad głową, jak również głos wiernego towarzysza przy boku. Odczytywany dzisiaj, wiersz jest wspomnieniem czasów, gdy żegluga dalekomorska była jeszcze romantyczną wędrówką pod żaglami po wszystkich oceanach świata. Przypomnijmy, że czasy, w których Masefield służył w marynarce, były końcowym etapem wykorzystywania w transporcie morskim pięknych, ale uzależnionych od kaprysów wiatru żaglowców. Po pierwszej wojnie światowej dawne fregaty i szkunery ostały się wyłącznie jako statki szkolne, służące do treningu kadetów.

## Przekład
Wiersz Gorączka morza przełożył na język polski Włodzimierz Lewik.